# تیم ثور
تیم ثور (که با نام تیم ثور: وقتی شما می‌جنگیدید: مستندنمایی از ثور نیز شناخته می‌شود) نام مستندنمایی کوتاه از مارول استودیوز به کارگردانی تایکا وایتیتی و بازیگری کریس همسورث در نقش ثور و مارک رافلو در نقش هالک (بروس بنر) می‌باشد که در آن به صورت طنزآمیز به وقایعی که برای این دو شخصیت در طول فیلم کاپیتان آمریکا: جنگ داخلی افتاد، اشاره می‌کند. این اثر در کنار فیلم ثور: رگنراک ضبط شد و با استقبال بی‌نظیر هواداران مواجه شد و این باعث شد کارگردانان این فیلم دست به ساخت دو اثر دیگر مشابه این فیلم کوتاه بزنند.

## بازیگران
- کریس همسورث در نقش ثور
- مارک رافلو در نقش بروس بنر
- دیلی پیرسون در نقش دریل جیکوبسون

## ساخت فیلم

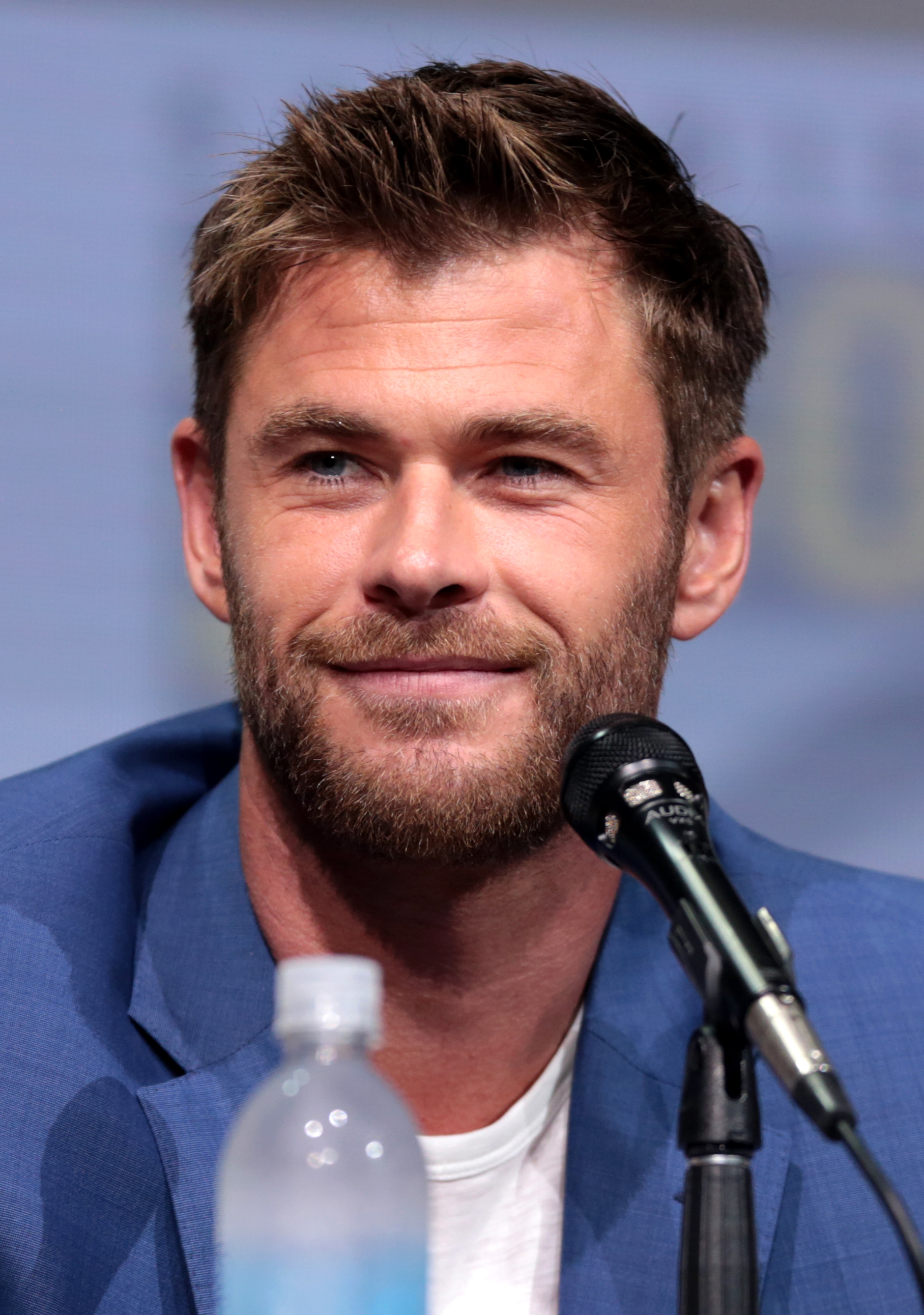
کریس همسورث، بازیگر نقش ثور

این فیلم در ژانر ماکیومنتری (مستندنما) ساخته شده و شباهتی به فیلم کوتاه قبلی کارگردان همین فیلم (تایکا وایتیتی) به نام آنچه در سایه‌ها انجام می‌دهیم دارد. ضبط این مستند کوتاه یک ماه پیش از شروع ضبط ثور: رگنراک آغاز شد و وایتیتی اعلام کرد که خود او و عوامل و دست‌اندکاران این فیلم می‌خواستند برای پرکردن اوقات فراغت‌شان این فیلم کوتاه را بسازند.

## دنبالهٔ فیلم‌ها
در پی موفقیت این فیلم کوتاه ۴ دقیقه‌ای، عوامل ساخت آن تصمیم به ساخت دو فیلم کوتاه دیگر با نام‌های تیم ثور: قسمت دوم و تیم دریل گرفتند که هردو فیلم به دست کارگردان فیلم کوتاه اول یعنی وایتیتی ساخته شدند. جف گلدبلوم یکی از بازیگران معروفی است که در این دنباله‌ها ایفای نقش کرده‌است.